# Лайош Кораньї
Лайош Кораньї (Кроненбергер) (угор. Lajos Korányi (Kronenberger), 17 травня 1907, Сегед — 19 січня 1981, Будапешт) — угорський футболіст, що грав на позиції захисника, зокрема, за клуб «Ференцварош», а також національну збірну Угорщини. Триразовий чемпіон Угорщини. Дворазовий володар кубка Угорщини. Володар кубка Мітропи.

## Клубна кар'єра
У футболі дебютував виступами за команду «Бастія». 
З 1930 року захищав кольори клубу «Бекешчаба».
Своєю грою за останню команду привернув увагу представників тренерського штабу клубу «Ференцварош», до складу якого приєднався 1930 року. Відіграв за клуб з Будапешта наступні вісім сезонів своєї ігрової кар'єри. За цей час став триразовим чемпіоном Угорщини і дворазовим володарем кубка Угорщини, а також виграв кубок Мітропи.
Згодом з 1938 по 1940 рік грав у складі клубів «Фобус» та «Немзеті».
Завершив професійну ігрову кар'єру у клубі «Чепель», за команду якого виступав протягом 1940—1941 років.
| Дата       | Місто     | Господарі      | Результат | Гості                   | Турнір                             | Голи | Примітки |
| ---------- | --------- | -------------- | --------- | ----------------------- | ---------------------------------- | ---- | -------- |
| 14/04/1929 | Берн      | Швейцарія      | 4 – 5     | Угорщина                | Кубок Центральної Європи 1927—1930 | -    |          |
| 05/05/1929 | Відень    | Австрія        | 2 – 2     | Угорщина                | товариський матч                   | -    |          |
| 08/09/1929 | Прага     | Чехословаччина | 1 – 1     | Угорщина                | Кубок Центральної Європи 1927—1930 | -    |          |
| 13/04/1930 | Базель    | Швейцарія      | 2 – 2     | Угорщина                | товариський матч                   | -    | 75'      |
| 01/05/1930 | Прага     | Чехословаччина | 1 – 1     | Угорщина                | товариський матч                   | -    |          |
| 11/05/1930 | Будапешт  | Угорщина       | 0 – 5     | Італія                  | Кубок Центральної Європи 1927—1930 | -    |          |
| 28/09/1930 | Дрезден   | Німеччина      | 5 – 3     | Угорщина                | товариський матч                   | -    |          |
| 26/10/1930 | Будапешт  | Угорщина       | 1 – 1     | Чехословаччина          | товариський матч                   | -    |          |
| 22/03/1931 | Прага     | Чехословаччина | 3 – 3     | Угорщина                | Кубок Центральної Європи 1931—1932 | -    |          |
| 03/05/1931 | Відень    | Австрія        | 0 – 0     | Угорщина                | Кубок Центральної Європи 1931—1932 | -    |          |
| 21/05/1931 | Белград   | Югославія      | 3 – 2     | Угорщина                | товариський матч                   | -    |          |
| 08/11/1931 | Будапешт  | Угорщина       | 3 – 1     | Швеція                  | товариський матч                   | -    |          |
| 18/09/1932 | Будапешт  | Угорщина       | 2 – 1     | Чехословаччина          | Кубок Центральної Європи 1931—1932 | -    |          |
| 02/10/1932 | Будапешт  | Угорщина       | 2 – 3     | Австрія                 | товариський матч                   | -    |          |
| 30/10/1932 | Будапешт  | Угорщина       | 2 – 1     | Німеччина               | товариський матч                   | -    |          |
| 27/11/1932 | Мілан     | Італія         | 4 – 2     | Угорщина                | товариський матч                   | -    |          |
| 05/03/1933 | Амстердам | Нідерланди     | 1 – 2     | Угорщина                | товариський матч                   | -    |          |
| 19/03/1933 | Будапешт  | Угорщина       | 2 – 0     | Чехословаччина          | товариський матч                   | -    |          |
| 30/04/1933 | Будапешт  | Угорщина       | 1 – 1     | Австрія                 | товариський матч                   | -    |          |
| 02/07/1933 | Стокгольм | Швеція         | 5 – 2     | Угорщина                | товариський матч                   | -    |          |
| 17/09/1933 | Будапешт  | Угорщина       | 3 – 0     | Швейцарія               | Кубок Центральної Європи 1933—1935 | -    |          |
| 01/10/1933 | Відень    | Австрія        | 2 – 2     | Угорщина                | товариський матч                   | -    |          |
| 22/10/1933 | Будапешт  | Угорщина       | 0 – 1     | Італія                  | Кубок Центральної Європи 1933—1935 | -    |          |
| 25/04/1937 | Турин     | Італія         | 2 – 0     | Угорщина                | Кубок Центральної Європи 1936—1938 | -    |          |
| 09/05/1937 | Будапешт  | Угорщина       | 1 – 1     | Югославія               | товариський матч                   | -    |          |
| 23/05/1937 | Будапешт  | Угорщина       | 2 – 2     | Австрія                 | товариський матч                   | -    |          |
| 19/09/1937 | Будапешт  | Угорщина       | 8 – 3     | Чехословаччина          | Кубок Центральної Європи 1936—1938 | -    |          |
| 14/11/1937 | Будапешт  | Угорщина       | 2 – 0     | Швейцарія               | Кубок Центральної Європи 1936—1938 | -    |          |
| 20/03/1938 | Нюрнберг  | Німеччина      | 1 – 1     | Угорщина                | товариський матч                   | -    |          |
| 25/03/1938 | Будапешт  | Угорщина       | 11 – 1    | Греція                  | Відбір до ЧС 1938                  | -    |          |
| 05/06/1938 | Реймс     | Угорщина       | 6 – 0     | Нідерландська Ост-Індія | ЧС 1938 - 1/8 фіналу               | -    |          |
| 12/06/1938 | Лілль     | Швейцарія      | 0 – 2     | Угорщина                | ЧС 1938 - чвертьфінал              | -    |          |
| 16/06/1938 | Париж     | Угорщина       | 5 – 1     | Швеція                  | ЧС 1938 - півфінал                 | -    |          |
| 07/12/1938 | Глазго    | Шотландія      | 3 – 1     | Угорщина                | товариський матч                   | -    |          |
| 26/02/1939 | Роттердам | Нідерланди     | 3 – 2     | Угорщина                | товариський матч                   | -    |          |
| 16/03/1939 | Париж     | Франція        | 2 – 2     | Угорщина                | товариський матч                   | -    |          |
| 19/03/1939 | Корк      | Ірландія       | 2 – 2     | Угорщина                | товариський матч                   | -    |          |
| 08/06/1939 | Будапешт  | Угорщина       | 1 – 3     | Італія                  | товариський матч                   | -    |          |
| 22/10/1939 | Бухарест  | Румунія        | 1 – 1     | Угорщина                | товариський матч                   | -    |          |
| 06/04/1941 | Кельн     | Німеччина      | 7 – 0     | Угорщина                | товариський матч                   | -    |          |
| Усього     |           | Матчів         | 40        |                         | Голів                              | 0    |          |

## Титули і досягнення
- Чемпіон Угорщини (3):

«Ференцварош»: 1931-1932, 1933-1934, 1937-1938
- Володар кубка Угорщини (2):

«Ференцварош»: 1932-1933, 1934-1935
- Володар кубка Мітропи (1):

«Ференцварош»: 1937
- Віце-чемпіон світу: 1938